# ベツコミ
『ベツコミ』は、小学館が発行する漫画雑誌。毎月13日発売。1970年創刊。旧誌名は『別冊少女コミック』（通称：別コミ）、『Betsucomi』。

## 概要
1970年、『少女コミック』（小学館）の増刊として『別冊少女コミック』の誌名で創刊された。創刊号は1970年5月号。
2002年4月12日発売の5月号から、一部の連載が『月刊フラワーズ』創刊に合わせて移動するとともに、『Betsucomi』に誌名変更してリニューアル（表紙には『ベツコミ』と小さく併記）。2006年12月13日発売の2007年1月号から、『ベツコミ』（表紙には『Betsucomi』と小さく併記）に。女子高校生をメインターゲットに、恋や夢をテーマにした作品を中心に掲載される。

## 現在の掲載作品
2025年8月12日（2025年9月号）現在
- うさギョロ!（まめもやし）
- AM8:02、はつこい（紺野りさ）：2019年9月号[3] -
- 今日も王子が尊いです。（ヒナチなお）：2022年7月号[4] - 2025年9月号[5]
- くま子さんな日々（ちひろ）
- コールドゲーム（和泉かねよし）：2017年8月号[6] -
- 残念な恋の主人公たち（あわい輝咲）：2024年7月号[7] - 2024年9月号[8]、2025年1月号[9] -
- シェアハピ（宇佐美真紀）：2025年5月号（プロローグ[10]）、2025年7月号[11] -
- 時雨先輩の運命の人（手島ちあ）：2024年4月号[12] -
- 主人恋日記〜スペシャルエピソード〜（吉永ゆう）：2025年8月号[13] - ※短期連載[13]
- シンデレラは6月に消えた（しばの結花）
- 好きっていえなくて死ぬ！（中島ベガ）：2025年1月号[9] -
- 青春は我儘くらいがちょうどいい（田村ことゆ）：2025年6月号[14] -
- 大福ちゃんと王子さま（千葉コズエ）：2021年3月号[15] -
- 虎王の花嫁さん（原田唯衣）：2023年2月号[16] -
- 初恋とサイダー（後藤みさき）：2025年7月号[11] -
- 引っ掻き回してそれから愛でて（坂道ミチ子）：2025年3月号[17] -
- ブルーフライト 〜グラハン女子物語〜（のの子）：2024年3月号[18] -
- 蜜と劇薬（桜小路かのこ）：2023年12月号[19] -
- やからねこ（新井理恵）：2019年4月号[20] -
- 柚木さんちの四兄弟。（藤沢志月）：2018年9月号[21] -

## 過去の連載作品

### 『月刊フラワーズ』へ移籍
- うまんが（新井理恵）
- 風光る（渡辺多恵子）
- 7SEEDS（田村由美）
- YASHA-夜叉-（吉田秋生）

### あ行
- ICE（浜口奈津子）
- アイドル、ときどき少女まんが家。（髙橋海人）：2018年5月号[22] -
- アイツと彼女と魔法の手（しばの結花）
- あい・ひめ〜愛と秘めごと。〜（みつきかこ）
- I♥HS（横山真由美）
- 晃くんかもしれない 晃ちゃんかもしれない（八寿子）：2020年6月号[23] - 2021年8月号[24]
- アスターリスク（赤石路代）
- 明日の3600秒（紺野りさ）※不定期連載[25]
- 甘いやつら（おおや和美）
- 「あると」の「あ」（赤石路代）
- アレグロ・アジタート（水城せとな）
- イケメン貧乏神と同居はじめました！（杏乃、原作：花井有人）：2020年10月号[26] - 2020年12月号[27]
- イズモがゆく。（新めぐみ）
- イタズラにさよなら（宮瀬まり）：2023年6月号 - 2023年9月号[28]
- 一礼して、キス（加賀やっこ）
- 1コ下から、キスさせて。（中島ベガ）：2017年3月号[29] - 、2017年9月号[30] -
- It's 年下時代（岡本ゆり）
- 5つ星の恋わずらい（あわい輝咲）：2023年1月号[31] - 2023年3月号
- イヤです会長! 面倒です!!（藤峰やまと）：2021年10月号[32] - 2021年12月号
- 嘘つきなメソッド（星沢トミー）：2020年4月号[33] - 2020年6月号[23]
- うたたね男子は飼われたい（あわい輝咲）：2023年9月号[28] - 2023年12月号
- うちの浅野がすみません（竹充ヒロ）：2016年8月号[34] - 2016年10月号[35]
- うちのカテキョにはかなわない（月形みさ）：2023年3月号 - 2023年5月号
- うらめし女子は恋などしない（田村ことゆ）：2021年8月号[24] - 2021年10月号[32]、2022年1月号[36] - 2022年8月号[37]
- 8!〜エイト〜（桜小路かのこ）：2022年5月号[38] - 2023年6月号 ※第一部完[39]
- エンジェル（高瀬由香）
- 大きな玉ねぎの下で（原作：中村航、漫画：庭のこころ、構成：小出真朱）：2024年10月号[40]  - 2025年1月号[9]
- オートマチック★エンジェル（水城せとな）
- おさななじみに恋したら（手島ちあ）：2021年8月号[24] - 2023年12月号
- 乙姫CONNECTION（おおや和美）
- オパーリン（河内実加）
- おめかしごっこ（中島ベガ）：2016年4月号[41] - 2016年6月号[25]
- 親にはナイショ（相原実貴）
- 御曹司の並ぶ店（宇佐美真紀）：2021年7月号[42] - 2024年5月号[43]
- 女お仕置き人M（紅迫春実）

### か行
- Girls Lesson（芦原妃名子）
- 柏木花苑のお得意さま（坂道ミチ子）：2023年8月号[44] - 2023年11月号、2023年12月号 - 2024年3月号
- 風を追え!（小林紀子）
- 勝手に専科（森園みるく）
- 彼女がイケメンすぎる件ですが（黒田ノア）：2019年3月号[20] -
- 彼女がカフェにいる（惣領冬実）
- カフェオレ甘めでお願いします。（田村ことゆ）：2023年7月号[45] - 2024年6月号[46]、2024年8月号[47] - 2025年4月号[48]
- かめばかむほど甘くなる（ヒナチなお）：2020年2月号[49] - 2022年3月号[50]
- カリフォルニア物語（吉田秋生）
- カンタンだけど、めんどくさい（手島ちあ）：2017年8月号[6] -
- 奇跡の翼（浜口奈津子）
- 吉祥天女（吉田秋生）
- 君と恋を知った（吉永ゆう）
- キミのとなりで青春中。（藤沢志月）
- ギャリズム〜恋愛上等3姉妹〜（横山真由美）
- キャンパスカルテット（井上恵美子）
- キス//はぐ*（みつきかこ）
- ※キスは20歳になってから（のの子）：2019年10月号[51] -
- QQスイーパー（最富キョウスケ）
- QP（おおや和美）
- 今日から門限7:00です（千葉コズエ）：2015年12月号[52] - 2016年9月号[53]
- きらきらと夜に降る（藤生ナミ）：2016年2月号[54] - 2016年12月号[55]
- クイーンズ・クオリティ（最富キョウスケ）：2015年8月号 - 2025年3月号[17]
- 劇団ホーホー（中村かなこ）
- 獣でごめんあそばせ（坂道ミチ子）：2021年10月号[32] - 2021年12月号
- 犬猿ラブリーぱんち（中島ベガ）：2021年12月号[56] - 2023年8月号
- 恋*音（宇佐美真紀）
- 恋じゃないはずがなかった（吉川キュウ）： - 2015年12月号[52]
- 恋するハリネズミ（ヒナチなお）： - 2015年12月号[52]
- 恋に毒針（手島ちあ）：2019年2月号[57] -
- 恋にならない←この愛は（原田唯衣）：2020年12月号[27] - 2021年7月号[42] - 2021年9月号→『ベツフラ』に移籍[58]
- 恋にならないワケがない（吉永ゆう）：2016年11月号[59] - 2018年11月号[60]
- 恋はせーので走り出す（坂道ミチ子）：2022年4月号[61] - 2022年6月号
- 恋早姫と3人のうそつき（田村ことゆ）：2023年1月号[31] - 2023年5月号
- ココロ・ボタン（宇佐美真紀）
- こっちの星の恋は眩しい（坂道ミチ子）：2024年6月号[46] - 2024年10月号[62]、2024年12月号[63] - 2025年2月号[64]
- こっちの水は甘いのだ（しばの結花）：2016年2月号[54] - 2016年12月号[55]
- こんな甘いこと､知らない…っ。（西野きいな）：2016年12月号[55] -
- こんな未来は聞いてない!!（八寿子）
  - こんな未来は聞いてない!! Return（八寿子）： - 2018年5月号[22]、2018年11月号[60] - 2019年1月号[65]

### さ行
- 最×愛（みつきかこ）
- 桜井芽衣の作り方（フクシマハルカ）：2017年7月号[66] -
- THE B.B.B.（秋里和国）
- サルヤマっ!（彬聖子）
- 1/3 さんぶんのいち（千葉コズエ）：2017年2月号[67] - 2020年11月号[68]
- Sunれでぃー（岡本ゆり）
- 幸せいくらで買えますか?（宇佐美真紀）
- SCHOOL（高瀬由香）
- シカゴ（田村由美）
- ジャニーズと僕（髙橋海人）：2019年8月号[69] - 2022年5月号[38] ※電子版では未掲載
- 11人いる!（萩尾望都）
- #16歳、SNSマリッジ（小森りんご）：2021年3月号[15] -
- 16+12 -にじゅうはち-（原田唯衣）：2022年1月号[36] - 2022年3月号[50]
- 主人恋日記（吉永ゆう）：2021年9月号[58] - 2025年6月号[14]
- 主役の椅子はオレの椅子（坂道ミチ子）：2021年4月号[70] -
- 女王の花（和泉かねよし）： - 2017年1月号[71]
- ショッキングPINK-SKY（秋里和国）
- 私立! 美人坂女子高校（横山真由美）
- 好きしか言わない（フクシマハルカ）：2016年7月号[72] - 2017年3月号[29]
- 好き。ていうかマジで死んでください！（松かな）：2018年11月号[60] - 2019年1月号[65]
- 鈴ちゃんの猫（桜小路かのこ）
- STATION IDOL LATCH!〜未来へ向かって出発進行！〜（漫画：宮瀬まり、構成：パッセンジャーm98）：2022年7月号[4] - 2023年4月号
- 砂時計（芦原妃名子）
- スパイスとカスタード（宇佐美真紀）：2016年10月号[35] - 2021年2月号[73]
- スミレはブルー（小畑友紀）
- 世紀末てっぺんBOY（おおや和美）
- 青春の霹靂（八寿子）：2021年11月号[74] - 2023年11月号
- 青天大睛（相原実貴）
- 青楼オペラ（桜小路かのこ）： - 2019年12月号[75]
- セーラー服と向日葵（中島ベガ）：2018年8月号[76] - 、2019年1月号[65] -
- 世界でいちばんアイシテル（宮瀬まり）：2022年2月号[77] - 2022年5月号[38]
- 世界はハッピーでできてる（宇佐美真紀）
- 先生、聞いてよ（蒔田ナオ）
- 先生さようなら（八寿子）
- 先生だってお年ごろ（紺野りさ）
- 先生、ときどき制服でキス（田村ことゆ） ※シリーズ[78][79]
  - 先生、ときどき内緒のキス（田村ことゆ）：2018年1月号[78] -
  - 先生、ときどき幾重にもキス（田村ことゆ）：2018年6月号[79] -
- St.パイナップル・ムーン（おおや和美）
- 先輩、これ以上はアウトです！（中島ベガ）：2023年11月号[80] - 2024年9月号[81]
- 先輩、私を飼いなさいっ！（原田唯衣）：2019年10月号[51] -
- 前略・ミルクハウス（川原由美子）
- 象の背中 〜はるか〜（尾崎衣良、原作：秋元康）
- SO BAD!（相原実貴）
- 卒業M+（西臣匡子、原作：有栖川ケイ）
- その先はプライベートです（後藤みさき）：2019年11月号[82] - 2022年8月号[37]
- 空飛ぶペンギン（秋里和国）
- 空に太陽がある限りっ。（相原実貴）
- 空の風景（大野潤子）
- ソラログ（みつきかこ）
- SALTY DOG（あべさより）
- そんなんじゃねえよ（和泉かねよし）

### た行
- Derby Queen（芦原妃名子）
- ダイアモンド・ヘッド（水城せとな）
- ダウト!!（和泉かねよし）
- だけど君に恋をした（宮瀬まり）：2020年9月号[83] -
- だって愛してる!（彬聖子）
- だってもうスキになっちゃったし（後藤みさき）：2018年5月号[22] - 2019年8月号[69]
- 堕天（浜口奈津子）
- TATTOO/LOVER（浜口奈津子）
- 玉三郎恋の狂騒曲（岸裕子）
- チア・アップ!（維村米人）
- チアフルデイズ（しばの結花）
- チェリーなぼくら（八寿子）
- DEAR!（みつきかこ）
- 手のひらを太陽に（和泉かねよし）
- 電撃デイジー（最富キョウスケ）
- 天使だってあざとい（坂道ミチ子）：2022年12月号[84] - 2023年6月号
- 天使のキス（芦原妃名子）
- 天然の娘さん（惣領冬実）
- 天然ビターチョコレート（芦原妃名子）
- 天然くるくるパンダ（結城さわな）
- 20×20（中島ベガ）：2020年1月号[85] - 2021年9月号[58]
- 東京アパレルガール（後藤みさき）：2022年11月号[86] - 2025年4月号[48]
- 東京少年少女（相原実貴）
- となりから流れ星（田村ことゆ）：2016年9月号[53] - 2016年11月号[59]
- 巴がゆく!（田村由美）
- 夢Chu↑（おおや和美）

### な行
- ないしょのハーフムーン（赤石路代）
- 夏に、ゆきが降るように。（加賀やっこ）：2018年5月号[22] -
- なのなのなにぬ（香川祐美）
- 2度目の春 初めてのキス（原田唯衣）：2020年5月号[87] -
- 眠り姫Age（おおや和美）
- NOAH! -ノア- （しばの結花）
- 遺されたものは愛でした（藤峰やまと）：2021年2月号[73] - 2021年4月号[70]

### は行
- バージンブルー（森丘茉莉）
- ハイエナ小町（中村かなこ）
- バイオレンスなパートナー（坂元勲）
- ハイテンション根性ERS（中村かなこ）
- HYPER BABY（おおや和美）
- BASARA（田村由美）
- はじめちゃんが一番!（渡辺多恵子）
- 裸足の神話（ありさか邦）
- ハツ*ハル（藤沢志月）： - 2018年5月号[22]
- BANANA FISH（吉田秋生）
- 花に、かみつく（加賀やっこ）： - 2015年12月号[52]
- 花の美女姫（名香智子）
- 花見一族の恋事情（オオハマ望）：2023年1月号[31] - 2023年3月号
- 花道の途中でキスをして（田村ことゆ）：2020年11月号[68] - 2021年2月号[73]
- HONEY2スキップ（おおや和美）
- 春は私をバカにする（手島ちあ）： - 2018年6月号[79]
- 春行きバス（宇佐美真紀）
- パレットの森（前田恵津子）
- ハングリーマーメイド（秋里和国）
- 美女塾（横山真由美）
- Piece（芦原妃名子）※第58回小学館漫画賞少女向け受賞作品
- ひまわりは恋の形（原作：宇山佳佑、漫画：朝井うみ）：2024年1月号[88] - 2024年5月号[89] ※第一部完[89]
- 姫100%（赤石路代）
- ファミリー!（渡辺多恵子）
- 藤原くんはだいたい正しい（ヒナチなお）：2016年3月号[90] - 2019年11月号[82]
- ふたごっち。（mayumi）： - 2016年12月号[55]
- プライベートは本人に任せております。（のの子）：2018年6月号[79] -
- BLACK BIRD（桜小路かのこ）※第54回小学館漫画賞少女向け受賞作品
- ブランク・アップ（彬聖子）
- プリキュウ（最富キョウスケ）
- × ―ペケ―（新井理恵）
- ぺぱーみんとエイジ（前田恵津子）
- ボーイズ・ガール（長山えい）
- 僕と君とで虹になる（藤沢志月）
- 僕のジェラシー物語。（加賀やっこ）：2017年4月号[91] -
- 僕等がいた（小畑友紀）※第50回小学館漫画賞少女向け受賞作品
- ポーの一族（萩尾望都）
- ボタモチを探して（大野潤子）
- BOX系!（田村由美）
- ホットギミック（相原実貴）
- ボン・クラージュ! 乙女（秋里和国）

### ま行
- 真顔ちゃんの赤面事情（藤峰やまと）：2022年5月号[38] - 2022年7月号
- まる三角しかく（小畑友紀）
- Miss（芦原妃名子）
- 水に棲む花（篠原千絵）
- みどりのとまり木（手島ちあ）：2019年12月号[75] -
- 港区JK（しばの結花）：2019年6月号[92] - 、2020年5月号[87] - 2020年9月号[83] ←『デラックスベツコミ』から移籍[92]
- 南くんのネコはじめました。（フクシマハルカ）：2022年4月号[61] - 2023年4月号 ※『ベツフラ』と並行でシリーズ連載[93]
- みらいのダンナさま（吉永ゆう）：2019年2月号[57] -
- 結んで、ほどいて、キス（後藤みさき）：2017年3月号[29] - 、2017年7月号[66] -
- 無敵カレシ（紺野りさ）
- 胸が鳴るのは君のせい（紺野りさ）
- MADE in ニッポン（秋里和国）
- 目隠しのロミオ（原田唯衣）：2022年7月号[4] - 2022年9月号
- メゾン・ド・ビューティーズ（水城せとな）
- メンズ校（和泉かねよし）
- 燃えてMIKO（赤石路代、原作：牛次郎）

### やらわ行
- 勇気! 無限大（香川祐美、原作：佐々木守）
- 夕暮れライト（宇佐美真紀）： - 2016年6月号[25]
- ゆれるるる（加賀やっこ）：2016年1月号[94] - 2017年1月号[71]
- 螺旋階段をのぼって（香川祐美、原作：氷室冴子）
- ラストノーツ（桜小路かのこ）
- LOVELESS（新井理恵）
- ランウェイの恋人（しばの結花）
- 龍三郎シリーズ（田村由美）
- ヨタ話（新井理恵）： - 2019年3月号[20]→『デラックスベツコミ』へ移籍[20]

### ベツフラ連載作品
- 愛と獣と十戒と（ちより）：2020年2号、2020年4号、2020年8号、2020年10号、2020年15号[95]、2020年17号、2020年19号、2020年21号、2020年23号、2021年1号、2021年3号、2021年5号
- アキラとあきら（原作：池井戸潤、作画：登田好美）：2021年21号[96][97]、2021年23号、2022年1号、2022年3号、2022年5号、2022年7号、2022年9号[98]
- 兄たちに愛されて、殺されて。〜3匹の甘いオオカミ〜（遠山えま）：2020年13号、2020年16号、2020年20号、2021年1号
- あのコにくびったけ（吉永ゆう）：2020年17号[99]
- アンドロイドと初恋クリーム（小森りんご）：2020年15号、2020年17号[100]
- イケメン貧乏神と同居はじめました!（原作：花井有人、作画：杏乃）：2021年7号[101]、2021年9号、2021年11号[102]、2022年13号、2022年16号 - 2022年17号、2022年19号[103][104]
- ウソから始まる恋人さがし（宮瀬まり）：2021年5号[105]、2021年7号[106]
- ウソから始まる恋人さがし〜紗代の場合〜（宮瀬まり）：2021年14号[107] - 2021年15号[108]
- 王子の黒狐（山田こもも）：2021年7号[109]、2021年9号[110]
- お悔やみは謹んで美しく（藤生ナミ）：2020年2号、2020年4号、2020年6号、2020年8号、2020年10号、2020年12号、2020年14号、2020年16号、2020年18号、2020年20号、2020年22号、2021年24号、2021年2号、2021年4号、2021年6号、2021年8号、2021年10号、2021年12号[111]
- 弟だけど弟だから弟なのに（藤峰やまと）：2022年1号[112]、2022年3号[113]
- 同じ場所、同じ時間、違う気持ち（春名ひろ）：2022年16号[114] - 2022年17号[113]
- お願いエリカ僕をイかせて（三つ葉優雨）：2021年9号[115]、2021年11号、2021年13号、2021年15号[116]
- 神様が私を推してくるんですが…（フクシマハルカ）：2020年9号、2020年11号、2020年22号、2020年24号、2021年2号、2021年4号、2021年12号、2021年14号[117]
- ※キスは20歳になってから（のの子）：2020年2号、2020年4号、2020年6号、2020年8号、2020年12号、2020年14号、2020年16号、2020年18号、2020年20号、2020年22号、2021年24号、2021年2号
- 狐と贄の巫女（ちより）：2022年2号[118]、2022年4号[113]
- きみの命は僕のもの（藤峰やまと）：2020年5号、7号
- 君のためなら100万回でも（黒田ノア）：2020年11号、2020年13号
- 「今日も、おいしそうですね」（登田好美）：2020年1号、2020年3号、2020年5号、2020年7号、2020年9号、2020年11号、2020年13号、2020年15号、2020年17号、2020年19号、2020年21号、2020年23号、2021年1号[119]
- 黒狐と贄の巫女（ちより）：2022年8号[120]、2022年10号、2022年12号、2022年14号、2022年16号、2022年20号、2022年22号[121]
- 恋する王子とプアガール（田村ことゆ）：2020年2号、2020年6号、2020年10号、2020年14号、2020年18号、2020年22号、2021年2号、2021年6号、2021年10号[122]
- 交際0日婚（松かな、黒田ノア）：2020年18号、2020年20号
- この男、ダメ、絶対（春名ひろ）：2020年18号 - 19号[123]
- 今宵恋してひとしずく（フクシマハルカ）：2021年20号[124][125]、2021年22号、2021年24号、2022年2号
- こんな復讐アリですか?（春名ひろ）：2020年6号 - 7号
- さわり、さわって。（きゆう）：2022年13号[126]、2022年15号[127]
- JKインザおばあちゃん（春名ひろ）：2022年1号[128] - 2022年2号[113]
- 好きになった人は××でした（はるきこ）：2021年6号[129]、2021年8号[113]
- 青春サバイブ（あわい輝咲）：2022年9号[130]、2022年11号[131]
- 潜熱フレア（永峰そら）：2022年5号[129]、2022年7号[132]、2022年9号[113]
- そこには触れないでください（登田好美）：2021年5号[133]、2021年7号[134]、2021年9号[135]
- 大正恋処方箋（レシピ）（川瀬夏菜）：2021年10号[136] - 2021年11号[137]
- 2度目の春 初めてのキス（原田唯衣）：2020年14号、2020年16号[138]
- 初真くんの犬になりたい（永峰そら）：2022年13号[129]、2022年14号[113]
- 花嫁は泡沫の嘘をつく（京町妃紗）：2020年10号、2020年12号、2020年14号[139]
- 番犬おまわりさんと捨て猫女子高生（永峰そら）：2021年15号[129]、2021年17号[113]
- ヒミツの白雪さん（星名トミー）：2021年17号[140]、2021年19号、2021年21号、2021年23号[141]
- 僕があなたを守ります!（片桐美亜）：2021年13号[142]、2021年15号[143]
- 僕と魔女についての備忘録（三つ葉優雨）：2020年1号、2020年3号、2020年5号、2020年7号、2020年9号、2020年11号、2020年13号、2020年15号、2020年17号、2020年19号、2020年21号、2020年23号、2021年1号、2021年3号、2021年5号[144]、2021年19号、2021年21号、2021年23号、2022年1号、2022年3号、2022年5号、2022年9号、2022年11号、2022年13号、2022年15号[145][146]
- 真冬さんはマリッジブルー（杏乃）：2021年1号[147]、2021年3号
- 幽明森のカクソセット（ちより）：2021年14号[117]、2021年16号、2021年18号、2021年20号、2021年22号
- 四話のクローバーと先生の復讐（兎さか）：2022年23号[129]、2023年1号[113]
- らくだん-落語部男子の日常-（加賀やっこ）：2021年19号[148]
- ロボット・イン・ザ・ガーデン（原作：デボラ・インストール、作画：藤生ナミ）：2022年4号[149]、2022年6号、2022年8号、2022年10号、2022年12号[150]
- 私の命はきみのもの（藤峰やまと）：2020年19号[151]、2020年21号[152]

## 映像化作品

### アニメ化
| 作品                 | 放送年        | アニメーション制作 | 備考                     |
| -------------------- | ------------- | ------------------ | ------------------------ |
| ファミリー!          | 1986年-1987年 | ナック             | 番組名：Oh! ファミリー   |
| BASARA               | 1998年        | ケイエスエス       | 番組名：LEGEND OF BASARA |
| 僕等がいた           | 2006年        | アートランド       |                          |
| BANANA FISH          | 2018年        | MAPPA              |                          |
| 柚木さんちの四兄弟。 | 2023年        | 朱夏               |                          |

| 作品           | 発売年         | アニメーション制作 |
| -------------- | -------------- | ------------------ |
| 乙姫CONNECTION | 1991年         | アニメイトフィルム |
| 巴がゆく!      | 1991年 (第1作) | アニメイトフィルム |
| 巴がゆく!      | 1992年 (第2作) | アニメイトフィルム |

| 作品      | 公開年 | アニメーション制作 | 配給 | 備考                   |
| --------- | ------ | ------------------ | ---- | ---------------------- |
| 11人いる! | 1986年 | キティ・フィルム   | 東宝 | 制作協力：マジックバス |

### 実写化
| 作品                   | 放送年 | 制作                                           |
| ---------------------- | ------ | ---------------------------------------------- |
| 11人いる!              | 1977年 | NHK                                            |
| ないしょのハーフムーン | 1987年 | フジテレビ 共同テレビジョン                    |
| 前略・ミルクハウス     | 1987年 | フジテレビ 渡辺プロダクション                  |
| YASHA-夜叉-            | 2000年 | テレビ朝日                                     |
| 吉祥天女               | 2006年 | テレビ朝日 国際放映                            |
| 砂時計                 | 2007年 | TBSテレビ ドリマックス・テレビジョン           |
| Piece                  | 2012年 | 日本テレビ 日テレアックスオン                  |
| メンズ校               | 2020年 | テレビ東京 ジェイ・ストーム 日テレアックスオン |
| 先生さようなら         | 2024年 | 日本テレビ R.I.S Enterprise（協力）            |
| 柚木さんちの四兄弟。   | 2024年 | NHK                                            |

| 作品                     | 配信年 | 配信先 |
| ------------------------ | ------ | ------ |
| こんな未来は聞いてない!! | 2018年 | FOD    |

| 作品                 | 公開年 | 配給                             | 備考                                                          |
| -------------------- | ------ | -------------------------------- | ------------------------------------------------------------- |
| ラヴァーズ・キス     | 2003年 | 東北新社 東宝                    |                                                               |
| 水に棲む花           | 2006年 | BLUE PLANET                      |                                                               |
| 吉祥天女             | 2007年 | キュービカル・エンタテインメント |                                                               |
| 砂時計               | 2008年 | 東宝                             |                                                               |
| 僕等がいた           | 2012年 | 東宝 アスミック・エース          | 前編・後編の2部作として製作された。                           |
| 一礼して、キス       | 2017年 | 東急レクリエーション             |                                                               |
| ホットギミック       | 2019年 | 東映                             | 『ホットギミック ガールミーツボーイ』のタイトルで公開された。 |
| 胸が鳴るのは君のせい | 2021年 | 東映                             |                                                               |

## 関連誌

### デラックスベツコミ
『ベツコミ』の増刊号。略称は『デラコミ』。旧誌名は『デラックス別冊少女コミック』。2002年4月24日発売の6月号から『デラックスBetsucomi』となる。2006年12月22日発売の2007年2月号から『デラックスベツコミ』に（ただし、表紙に『Betsucomi』も小さく表記）。隔月刊（偶数月刊）。発売日は刊行月の前々月24日。掲載作品は読み切り作品が多い。

### 主な掲載作家
- 彬聖子
- 宇佐美真紀
- 尾崎衣良
- 菊地かまろ
- 桜小路かのこ
- 椎葉ナナ
- タアモ
- 最富キョウスケ
- みつきかこ
- 横山真由美
- 芦原妃名子ほか

### ベツフラ
2020年1月29日創刊。『ベツコミ』の増刊号。電子書籍。第2・第4水曜日発売。

#### 「ベツフラ」現在連載中の作品
※ 2023年3月8日（2023年4号）現在。作品名五十音順。
- 青山オペレッタ（原作：青山オペレッタ製作委員会、作画：片桐美亜）：2021年17号[161]、2021年20号[113]、2022年2号[162]、2022年4号[163]、2022年6号[164]、2022年13号[165]、2022年15号[166]、2022年17号[167]、
- 浅草ばけもの甘味祓い（原作：江本マシメサ、作画：漣ミサ）：2022年3号[168]、2022年5号、2022年7号、2022年9号、2022年11号、2022年15号、2022年17号、2022年19号、2022年21号、2022年23号、2023年3号、
- うちの執事は揺るがない。（天音佑湖）：2020年3号、2020年7号、2020年11号、2020年15号、2020年19号、2020年23号、2021年3号、2021年7号、2021年11号、2021年15号、2021年19号、2021年23号、2022年3号、2022年7号、2022年11号、2022年15号、2022年19号、
- 帰る家には恋がいない（水波風南）：2021年17号[169]、2021年19号、2021年24号、2022年14号、2022年21号、
- 学ランの中までさわって欲しい その先（登田好美）：2021年13号[170]、2021年15号[171]、2022年17号[172]、2022年19号[173]、2022年21号[174]、
- 神様の嫁 騎士の妻（崔トウヤ）：2023年4号[175]、
- 恋にならない←この愛は〜水嶋美紘の戯れ〜（原田唯衣）：2021年18号[176] - 19号、2021年21号、
- さて、来週の佐々江さんは?（のの子）：2021年10号[122]、2021年12号、2021年14号、2021年16号、2021年18号、2021年22号、2021年24号、2022年2号、2022年4号、2022年6号、2022年8号、2022年10号、2022年12号、2022年14号、2022年16号、2022年20号、2022年22号、2022年24号、2023年2号、2023年4号、
- スーツに性癖（河丸慎）：2020年1号、2020年5号、2020年9号 、2020年13号、2020年17号、2020年19号、2020年21号、2020年23号、2021年3号、2021年5号、2021年9号、2021年11号、2021年13号、2021年17号、2021年21号、2021年23号、2022年1号、2022年3号、2022年5号、2022年7号、2022年11号、2022年13号、2022年15号、2022年17号、2022年19号、2022年21号、2023年1号、2023年3号、
- 21-ツイ-（藤生ナミ）：2022年18号[177]、2022年20号、
- トナリノダレカ（竹充ヒロ）：2022年19号[178]、2022年21号[132]、2022年23号[113]、
- 虎と花〜虎王の花嫁さんスピンオフ〜（原田唯衣）：2022年23号[179]、2023年1号、
- 幕末フォーカスロック（松かな）：2020年1号、2020年3号、2020年5号、
- 花嫁Reスタート（京町妃紗）：2020年20号[180]、2020年22号、2021年24号、2021年2号、2021年4号、2021年6号、2021年8号、2021年10号、2021年12号、2021年14号、2021年18号、2021年20号、2021年22号、2021年24号、2022年2号、2022年4号、2022年6号、2022年8号、2022年10号、2022年12号、2022年14号、2022年16号、2022年18号、2022年20号、2022年22号、2022年24号、2023年2号、2023年4号、
- 普通のOL、美少年と暮らす。番外編（さとりたえ）：2022年8号、2022年10号、2022年14号、2022年18号、2022年21号、2023年3号、
- ホストになった幼なじみに溺愛されてます（はるきこ）：2022年23号[129]、2023年1号[113]、2023年3号[129]、
- マッチングアプリで出会ったカレは○○でした。（星名トミー）：2023年4号[175]、
- 三日月まおは♂♀（性別）をえらべない（西野きいな）：2020年4号、2020年8号、2020年12号、2020年16号、2021年24号、2021年4号、2021年8号、2021年12号、2021年16号、2021年18号、2021年20号、2021年24号、2022年4号、2022年8号、2022年12号、2022年16号、2022年18号、2022年22号、2022年24号、2023年2号、2023年4号、
- 南くんのネコはじめました。（フクシマハルカ）：2022年6号[181][182]、2022年10号、2022年14号、2022年18号、2022年22号、2023年2号、
- みんなに言えないことがある（原作：兎山もなか、作画：すずむし）：2021年2号[183]、2021年4号、2021年6号、2021年10号、2021年12号、2021年16号、2021年20号、
- 容疑者Aの花嫁（遠山えま）：2021年15号[116]、2021年18号、2021年22号、2021年24号、2022年5号、2022年11号、2022年15号、2022年20号、2022年22号、2023年1号、

## 発行部数
- 1978年6月、公称80万部[184]
- 1979年7月、公称80万部[185]
- 1980年7月、公称80万部[186]
- 1981年9月、公称80万部[187]
- 1982年12月、公称800,000部[188]
- 1984年4月、公称800,000部[189]
- 1985年3月、公称800,000部[190]
- 1986年3月、公称800,000部[191]
- 1987年3月、公称800,000部[192]
- 1988年3月、公称800,000部[193]
- 1989年2月、公称800,000部[194]
- 1990年2月、公称600,000部[195]
- 1991年2月、公称600,000部[196]
- 1991年4月 - 1992年3月、公称600,000部[197]
- 1992年4月 - 1993年3月、公称600,000部[198]
- 1993年1月 - 12月、推定35万部[199]
- 1993年4月 - 1994年3月、公称600,000部[200]
- 1994年1月 - 12月、推定35万部[201]
- 1995年1月 - 12月、推定24万部[202]
- 1997年1月 - 12月、推定20万部[203]
- 2003年9月1日 - 2004年8月31日、101,833部[204]
- 2004年9月 - 2005年8月、106,833部[204]
- 2005年9月1日 - 2006年8月31日、107,667部[204]
- 2006年9月1日 - 2007年8月31日、106,000部[204]
- 2007年10月1日 - 2008年9月30日、100,334部[204]
- 2008年10月1日 - 2009年9月30日、92,084部[204]
- 2009年10月1日 - 2010年9月30日、89,334部[204]
- 2010年10月1日 - 2011年9月30日、81,334部[204]
- 2011年10月1日 - 2012年9月30日、78,750部[204]
- 2012年10月1日 - 2013年9月30日、73,750部[204]
- 2013年10月1日 - 2014年9月30日、63,167部[204]
- 2014年10月1日 - 2015年9月30日、56,334部[204]
- 2015年10月1日 - 2016年9月30日、46,667部[204]
- 2016年10月1日 - 2017年9月30日、39,417部[204]
- 2017年10月1日 - 2018年9月30日、31,167部[204]
- 2018年10月1日 - 2019年9月30日、24,333部[204]
- 2019年10月1日 - 2020年9月30日、21,167部[204]
- 2020年10月1日 - 2021年9月30日、16,667部[204]
- 2021年10月1日 - 2022年9月30日、13,000部[204]
- 2022年10月1日 - 2023年9月30日、12,833部[204]
- 2023年10月1日 - 2024年9月30日、12,417部[204]

## 関連人物
- 山本順也 - 『別冊少女コミック』の創刊に携わった[205]。